# Неарх
Неа́рх (др.-греч. Νέαρχος; IV век до н. э.) — военачальник, мореплаватель и сподвижник Александра Великого.
Неарх родился на Крите. Отец перевёз мальчика в Македонию, где тот стал одним из ближайших друзей детства царевича Александра. В 334/333 году до н. э. Александр назначил Неарха сатрапом Ликии и Памфилии. Через несколько лет, около 328 года до н. э., царь вызвал его к основному войску, где Неарх возглавил гипаспистов. Во время Индийского похода македоняне построили флот, командующим которого стал Неарх.
В 326—324 годах до н. э. Неарх возглавлял экспедицию из Гидаспа (один из притоков Инда) к устью Евфрата в Персидском заливе. По мнению античных историков, Неарх блестяще справился с поставленной задачей.
Впоследствии, после смерти Александра, Неарх поступил на службу к одному из самых влиятельных диадохов в Македонской империи Антигону и вошёл в состав его военного совета-синедриона. Предположительно, после 312 года до н. э. Неарх ушёл на покой и написал автобиографическое сочинение, которое использовали при написании своих произведений Клитарх, Теофраст, Эратосфен, Страбон, Арриан и, возможно, Юба. По одной из версий, общий положительный образ Неарха в историографии является следствием цитирования античными авторами его сочинения, в котором персонаж предстаёт великим человеком — первооткрывателем, ближайшим другом Александра и прекрасным организатором.

## Биография

### Происхождение. Ранние годы
Неарх родился в семье Андротима на Крите в Лато. Андротим во время правления Филиппа II переехал с семьёй в Македонию и поселился в Амфиполе. Также он получил от Филиппа II земельный надел и стал гетайром царя. Дата рождения Неарха достоверно неизвестна. Многие историки считают, что он был ровесником Александра Македонского и, соответственно, родился около 360 года до н. э. В. Хеккель отмечает, что Неарх был не «другом детства», а гетайром, то есть наставником и советником юного царевича, что предполагает его старшинство.
Ещё при жизни Филиппа II Неарх был изгнан вместе с несколькими друзьями Александра — Птолемеем, Эригием, Гарпалом и Лаомедоном. Плутарх объясняет причину их попадания в немилость к Филиппу II — участие в попытке авантюрной женитьбы Александра на дочери персидского сатрапа Пиксодара Аде. В отличие от Плутарха, Арриан связывал высылку друзей Александра с конфликтом между юным царевичем и Филиппом II, который возник во время его свадьбы с Клеопатрой. Этих изгнанников, в том числе и Неарха, историки могут относить к «партии Олимпиады» при македонском дворе. Ко времени изгнания может относиться получение Неархом проксении в Дельфах. Как только Александр взошёл на царский престол в 336 году до н. э. изгнанники вернулись и были осыпаны «величайшими почестями».

### Участие в походах Александра Македонского

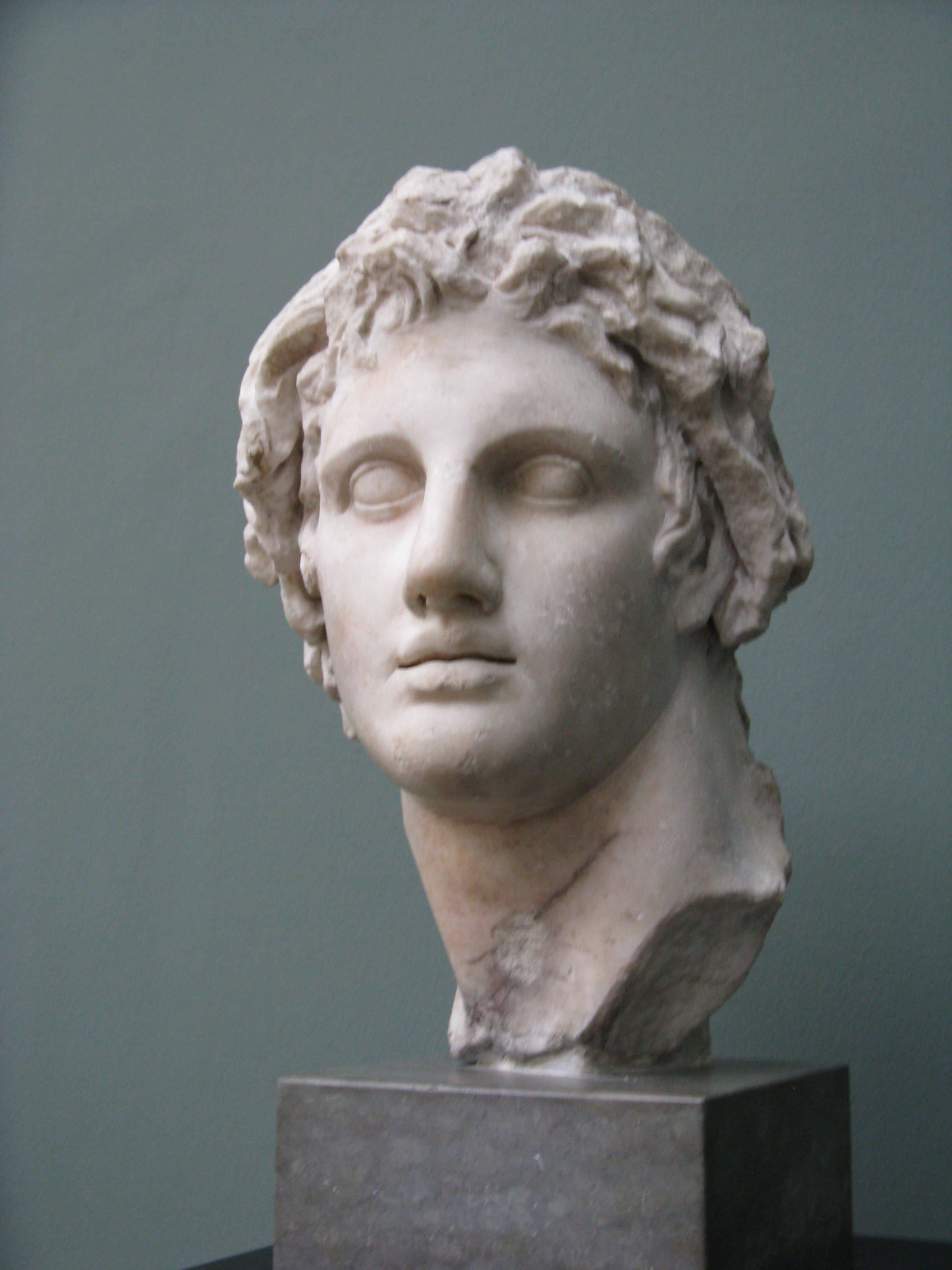
Античный бюст Александра Македонского в Новой глиптотеке Карлсберга, Копенгаген, Дания

В 334/333 году до н. э. Александр назначил Неарха сатрапом Ликии и Памфилии. На этой должности, предположительно, Неарх установил тесные контакты с сатрапом Фригии Антигоном. По одной из версий, в период между 333 и 331 годами до н. э. Неарх основал новый город Кретополь, первыми колонистами которого стали переселенцы из родины Неарха Крита. Как отмечал Н. Секунда, на тот момент Неарх был одним из самых влиятельных критян. По мнению историка, создание города с лояльным к Неарху населением укрепляло его позиции в регионе.
Неарх руководил приморскими Памфилией и Ликией в условиях, когда персидский флот господствовал в Эгейском море. Эти провинции в державе Ахеменидов не имели сатрапов и были самоуправляемы. Соответственно, должность Неарха была, по мнению Ф. Шахермайра, незавидной и предполагала много вызовов. По одной из версий, к этому периоду относится стратагема Полиэна, когда Неарх захватил Телмесс. Согласно древнегреческому автору, правитель Телмесса Антипатрид являлся старинным другом Неарха. Однажды критянин, прибыв к Телмессу, после разговора с Антипатридом о различных делах попросил его присмотреть за захваченными женщинами и детьми с их вещами, на что получил согласие. Оказавшись внутри крепости, сопровождавшие пленных охранники достали спрятанное в ящиках оружие и захватили город. Многие историки считают, что событие произошло позднее, уже после смерти Александра во время войн диадохов.
Предположительно, находясь в Экбатане Александр вызвал Неарха к себе. Весной 328 года до н. э. Неарх вместе с Асандром и войском из греческих наёмников прибыл к основному войску македонян в Бактре. Э. Бэдиан предположил, что решение Александра отозвать Неарха из прибрежных малоазийских провинций было связано с тем, что тот не оправдал ожиданий царя. В. Хеккель считал, что для такого вывода нет никаких оснований. Он предположил, что Неарх собрал легковооружённую пехоту из лучников и пращников, которые на тот момент были особо востребованы в войске Александра. Управление Ликией и Памфилией перешло к Антигону.
Арриан упоминает Неарха во время индийской кампании Александра. В земле ассакенов Александр «выслал вперёд Неарха и Антиоха, хилиархов у щитоносцев. Неарху он поручил вести легковооруженных агриан».

### Плавание Неарха
В 326 году до н. э. Александр приказал построить флот на Гидаспе, командующим которого назначил Неарха. Плавание началось осенью того же года. На девятый или десятый день флот достиг устья Гидаспа, где попал в водоворот. Часть кораблей была повреждена, что потребовало ремонта. Александр оставил Неарха заниматься восстановлением кораблей, а сам с основным войском вторгся в земли маллов.
Э. Бэдиан отмечает, что на момент назначения навархом Неарх не обладал никаким опытом в судоходстве и мореплавании. Историк считал, что царь руководствовался исключительно желанием отметить своего давнего друга детства. Э. Бэдиан возложил вину за повреждение кораблей на десятый день плавания на некомпетентность Неарха. По его мнению, именно поэтому к флотоводцу Неарху был приставлен Онесикрит, чьей задачей было обеспечение безопасности кораблей. В. Хеккель отмечает, что для такого утверждения Э. Бэдиана нет никаких оснований. Онесикрит был главным кормчим царского корабля, который сильно пострадал в водовороте в месте слияния Гидаспа и Акесина.

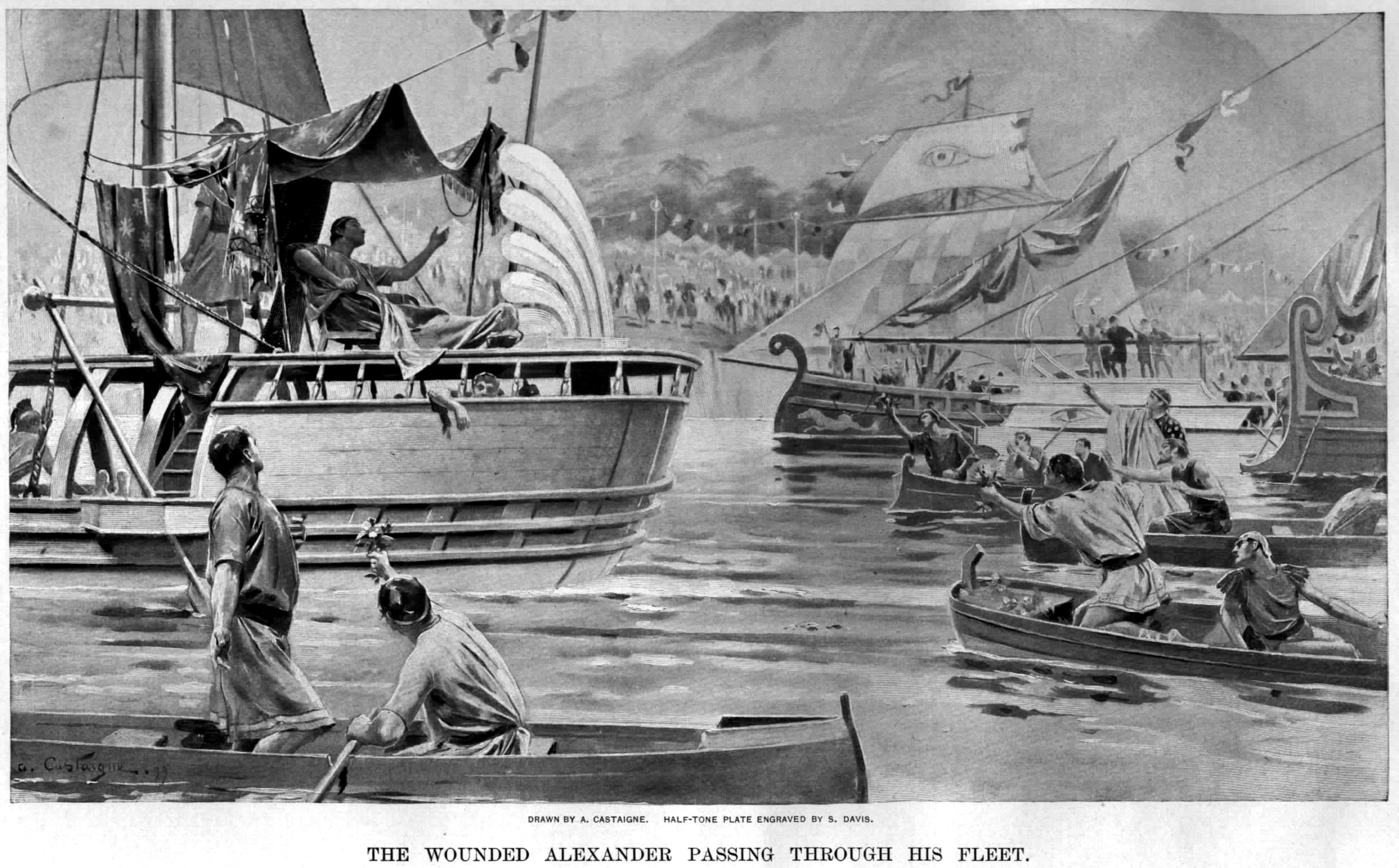
Гравюра Андре Кастеня (1898—1899) «Раненый Александр среди своего флота в Индии»

После восстановления повреждённых кораблей македонский флот под командованием Неарха отправился дальше. В месте слияния Акесина и Гидраота была сделана остановка до момента прибытия тяжело раненого в ходе штурма города маллов Александра. Дальнейшее плавание до устья Инда заняло много месяцев. Задача экспедиции состояла в исследовании побережья вплоть до устья Евфрата.
20 боэдромиона (21 сентября) 325 года до н. э. начался основной этап экспедиции. Из-за отсутствия попутного ветра флотилия продвигалась медленно. В конце октября—начале ноября Неарх достиг земли оритов. Он разбил лагерь в Кокале. В области находилась часть македонского войска под командованием Леонната. Во время стоянки Неарх не только починил корабли, но и отправил к Леоннату тех матросов, которые проявили себя изнеженными и ленивыми. Одновременно, команда Неарха была пополнена воинами Леонната.
Со свежими пополнениями флотилия последовала далее. В области устья реки Томер произошло первое столкновение с местным племенем, в котором Неарх проявил военный талант. Благодаря грамотному и синхронному взаимодействию пехоты и лучников Неарх легко и без потерь прогнал аборигенов, которые пытались не допустить высадки македонян. Во время дальнейшего плавания вдоль побережья македоняне испытывали недостаток в провианте и были вынуждены совершать грабительские набеги на прибрежные поселения ихтиофагов. В Мосарне (область современного Пасни) македоняне взяли в качестве проводника местного жителя Гидрака, который довёл их до Кармании.
Когда корабли проходили через Ормузский пролив, македоняне заметили побережье Аравийского полуострова. Онесикрит захотел отклониться от намеченного пути, чтобы исследовать новые земли. Он даже приказал кораблям изменить курс. Против этого резко выступил Неарх, который сказал, что Александр отправил их исследовать маршрут из Индии в Месопотамию, а не плавать «по Великому морю». По мнению Арриана, если бы Онесикрит взял верх, то вся экспедиция бы погибла. Ф. Шахермайр отмечал, что Неарх, возможно, не уловил основной замысел Александра, который хотел проложить морской путь между Индией и Египтом.
В Персидском заливе Неарх со своим ближайшим сподвижником Архием и ещё несколькими спутниками предпринял марш-бросок, чтобы доложить об успехе морской экспедиции Александру, с нетерпением ожидавшему в Кармании вестей о судьбе флота. По пути к Александру Неарх с Архием встретили разведчиков, которых царь отправил на их поиски. Путешественники были настолько измученными, грязными и обросшими, что их едва узнали. Предположительно, Неарх прибыл к Александру в конце 325 года до н. э., после чего вернулся к флоту и завершил плавание на Евфрате в 324 году до н. э. Согласно античной традиции, Александр был счастлив вновь увидеть друга детства, так как считал, что тот погиб вместе со всем флотом. Он приказал организовать торжества в честь Неарха, отчеканить памятные монеты, чтобы ознаменовать успех экспедиции, и долго не соглашался отпустить его обратно к кораблям.

### После морской экспедиции
По пути к Александру Неарх стал свидетелем самосожжения Калана. Предположительно, Неарх прибыл к Александру в Сузы в марте 324 года до н. э. После смерти Гефестиона он стал одним из ближайших к царю людей. Вместе они, среди прочего, обговаривали планы экспедиции вокруг Аравийского полуострова и Африки. В 324 году до н. э., во время организованной по воле Александра массовой свадьбы в Сузах, которая должна была символизировать примирение между двумя враждовавшими народами, между македонянами и знатными персидскими девушками, Неарх получил в жёны дочь бывшей любовницы Александра Барсины и Ментора. Вскоре после свадьбы Неарх вместе с Онесикритом получил от царя золотой венок за успешное плавание.
Затем Неарх сопровождал Александра в его плавании из Суз до устья Эвлея, после чего возглавил флот, который по Евфрату дошёл до Вавилона. По пути, согласно одной из античной легенд, Неарх встретил халдеев. Глава халдейского посольства Белефант не отважился просить аудиенции у царя, но передал через Неарха предсказание о смерти Александра в Вавилоне и действия, которые помогут её избежать. Неарх пересказал пророчество царю. Согласно Плутарху, Александр не обратил на него никакого внимания; согласно Диодору Сицилийскому — сначала испугался и хотел отказаться от посещения Вавилона, однако затем его переубедил придворный философ Анаксарх.
После смерти Александра Македонского встал вопрос о престолонаследии. Согласно Квинту Курцию Руфу, на войсковом собрании «выступил Неарх. „Ни для кого не может быть удивительно, — сказал он, — что царское величие подобает только кровным наследникам Александра. … Есть у царя сын от Барсины, ему и надо передать диадему“». Однако другие военачальники посчитали неподобающим для себя признать царём отпрыска персов, которых они победили. По мнению В. Хеккеля, воцарение Геракла отвечало интересам Неарха. Военачальник был женат на дочери Барсины от первого брака и, соответственно, мог стать мужем сестры царя.
При распределении сатрапий на Вавилонском разделе, согласно Юстину, Неарх получил «по жребию» в управление Ликию и Памфилию. Современные историки отдают предпочтение свидетельствам Арриана и Диодора, согласно которым сатрапом этих областей остался Антигон. Неарх поступил к нему на службу и вошёл в состав военного совета-синедриона. Диодор Сицилийский упоминает Неарха в качестве военачальника, которому Антигон поручил с отрядами лучников, пельтастов, пращников и других легковооружённых войск занять стратегически важные проходы в земле коссеев в 317/316 году до н. э. Однако Неарх не смог выполнить поставленную задачу, так как большинство проходов заняли варвары и он был вынужден с большими потерями прорываться к основному войску Антигона. После битвы при Габиене 317 или 316 года до н. э. Неарх советовал Антигону сохранить жизнь Эвмену.
Последнее упоминание Неарха связано с битвой при Газе (промежуток между 313 и 311 годами до н. э.) между сатрапом Египта Птолемеем и сыном Антигона Деметрием Полиоркетом. Советники Деметрия, в число которых входили опытные военачальники и участники ещё походов Александра Македонского Неарх, Пифон, Андроник и Филипп, советовали не вступать в сражение со столь опытным противником как Птолемей, который к тому же имеет численное преимущество. Деметрий «не обратил на них внимания, но самонадеянно готовился к столкновению, поскольку он был очень молод и хотел участвовать в столь великой битве отдельно от своего отца».
По одной из гипотез, Неарх принял участие в перестройке флота Антигона. Появление судов новой конструкции пентер и гептер связывают с именем Неарха. Точная дата смерти Неарха неизвестна. Он был жив в 305 году до н. э., когда Онесикрит дописал свой трактат. Предположительно, Неарх умер около 300 года до н. э.

## Литературное наследие
Труд Неарха «Άνάπλους» или «Παράπλους» (в современной историографии встречается также название «Плавание вдоль берегов Индии») начинался с описания строительства флота и завершался последними планами Александра. Предположительно, он состоял из двух частей. В первой автор описывал Индию, её реки, население, животных, в особенности слонов, войско и обычаи. Вторая часть была посвящена собственно плаванию из Гидаспа в Персидский залив. В своём трактате Неарх полемизировал с Онесикритом, который, предположительно, завершил свою книгу «О воспитании Александра» (др.-греч. Πῶς Ἀλέξανδρος Ἤχθη) около 305 года до н. э. при дворе Лисимаха. Соответственно, труд Неарха был написан позднее этой даты.
Существует мнение, что труд Неарха был написан на основании отчёта для царской канцелярии по результатам плавания, а сам отчёт был переработкой судового журнала.
Труд Неарха использовал Арриан при написании «Индики». При несомненной ценности сочинения в историографии существует несколько мнений относительно его характера. Г. Берве считал произведение «простым, искренним и, безусловно, заслуживающим доверия», а У. Тарн — одним из наиболее достоверных источников античности. Л. Пирсон, напротив, предполагал, что достоверный материал был разбавлен литературными реминисценциями к гомеровскому эпосу и «Истории» Геродота. По мнению историка, книга была автобиографической и сочетала в себе информацию географического, этнографического и исторического характера. Источником многих сведений могли быть не только личные наблюдения автора, но и различные рассказы, достоверность которых неизвестна. Р. Хенниг считал сведения Неарха «исключительно достоверными», а автора «лучшим свидетелем эпохи» и «выдающимся научным наблюдателем».
Труд Неарха использовали при написании своих произведений Клитарх, Теофраст, Эратосфен, Страбон, Арриан и, возможно, Юба.

## Оценки
Описание Неархом морской экспедиции, по мнению Ф. Шахермайра, соответствует научным требованиям. Неарх был не только прекрасным навархом, но и исследователем источников. Историк считал, что Неарх «образцово справился со всем, что ему было поручено». В заслугу наварху ставят отсутствие особых потерь, несмотря на всевозможные опасности по пути. Л. П. Маринович назвала Неарха реалистом, подчёркивая, что, несмотря на несомненную ценность его сочинения, историки не знают, каким образом он организовал имеющийся материал.
Р. Хенниг отмечал, что плавание Неарха нельзя отнести к великим географическим открытиям, так как он прошёл по тому водному пути, который до этого иногда использовался в торговых целях. Подобное путешествие совершил за несколько веков до Неарха другой греческий мореплаватель Скилак по приказу Дария I. Неарх ни словом не упоминает своего предшественника, что может свидетельствовать о предвзятости македонян, их желании представить себя первопроходцами. Наварх проявил себя исполнительным подчинённым, который добросовестно выполнил задачу Александра, но не решился проявить какую-либо инициативу по исследованию новых земель, отклонившись от намеченного маршрута. Обращает на себя внимание и большой срок путешествия. Причинами задержек могли быть как неблагоприятные погодные условия, так и тщательное изучение прибрежной полосы и населявших её племён.
Французский историк А. Шамдор назвал Неарха «одной из самых крупных фигур греческого морского капитализма, который отдал Александру свои блестящие организаторские способности». А. С. Шофман отмечал, что Неарх был одним из немногих друзей детства Александра, с которым царь сохранил доверительные и близкие отношения до конца жизни. Э. Бэдиан считал, что общий положительный образ персонажа в историографии является следствием цитирования античными авторами его сочинения, в котором Неарх предстаёт великим человеком — первооткрывателем, ближайшим другом Александра и прекрасным организатором. По мнению историка, такой образ не совсем соответствует действительности, так как Неарх приписывал себе заслуги главного кормчего Онесикрита.

## Память. В литературе
В 1935 году Международный астрономический союз присвоил имя Неарха кратеру на видимой стороне Луны. Неарх также является одним из героев романов об Александре Македонском «В глуби веков» Л. Ф. Воронковой и «Таис Афинская» И. А. Ефремова.

### Исследования
- Берве Г. Тираны Греции. — Ростов-на-Дону: Феникс, 1997. — ISBN 5-222-000368-X.
- Маринович Л. П. Глава II. Время Александра Македонского // Источниковедение Древней Греции (история эллинизма) / под редакцией проф. В. И. Кузищина. — М.: Издательство Московского университета, 1982.
- Сивкина Н. Ю. Мифологизация и рационализация образа знаменитой царицы Македонии // Исторический журнал: научные исследования. — 2022. — № 1. — С. 48—56. — doi:10.7256/2454-0609.2022.1.37557.
- Хенниг Р[нем.]. Неведомые земли / редакция А. Б. Дитмара. — М.: Издательство иностранной литературы, 1961.
- Шахермайр Ф. Александр Македонский. — Ростов н/Д.: Феникс, 1997. — 576 с. — ISBN 5-85880-313-Х.
- Шофман А. С. Восточная политика Александра Македонского / Печатается по постановлению редакционно-издательского совета Казанского университета. Отв. редактор В. Д. Жигунин. — Казань: Издательство Казанского университета, 1976.
- Шофман А. С. Распад империи Александра Македонского / Печатается по постановлению редакционно-издательского совета Казанского университета. Отв. редактор В. Д. Жигунин. — Казань: Издательство Казанского университета, 1984.
- Berve H. Das Alexanderreich auf prosopographischer Grundlage (нем.). — München: C. H. Beck`sche Verlagsbuchhandlung, 1926. — Vol. 2. — P. 261—262.
- Berve H. Nearchos 3 // Paulys Realencyclopädie der classischen Altertumswissenschaft :  [нем.] / Georg Wissowa. — Stuttgart : J. B. Metzler’sche Verlagsbuchhandlung, 1935. — Bd. XVI, 2. — Kol. 2134—2135.
- Badian E. Nearchus the Cretan (англ.) // Studies in the Greek Historians. — Cambridge University Press, 1975. — Vol. 24. — P. 147—170. — doi:10.1017/cbo9780511933769.009.
- Billows R. Antigonos the One-eyed and the Creation of the Hellenistic State (англ.). — Berkeley; Los Angeles; London: University of California Press, 1997. — ISBN 0-520-06378-3.
- Heckel W. Who's Who in the Age of Alexander and his Successors. From Chaironea to Ipsos (338—301 BC) (англ.). — Barnsley: Greenhill Books, 2021. — 554 p. — ISBN 978-1-78438-648-1.
- Lendering Jona[англ.]. Nearchus (англ.). livius.org (24 сентября 2020). Дата обращения: 15 февраля 2024.
- Sekunda N. V.[пол.]. Nearchus the Cretan and the Foundation of Cretopolis (англ.) // Anatolian Studies. — British Institute at Ankara, 1997. — Vol. 47. — P. 217—223. — doi:10.2307/3642908. — JSTOR 3642908.